# Національний музей морської піхоти США
Національний музей морської піхоти США — історичний музей морської піхоти США, розташований поблизу Квантіко (штат Вірджинія, (США). Музей відркрився 10 листопада 2006 року, є одним з головних туристичних об'єктів штату, яке щорічно відвідує понад 500 000 чоловік.
Експозиції музею висвітлюють роль морської піхоти у Другій світовій війні, Корейській війні, війні у В'єтнамі та інших історичних подіях. Серед експонатів музею значне місце займають зразки озброєння та військової техніки, фотографії, макети тощо.

## Галерея

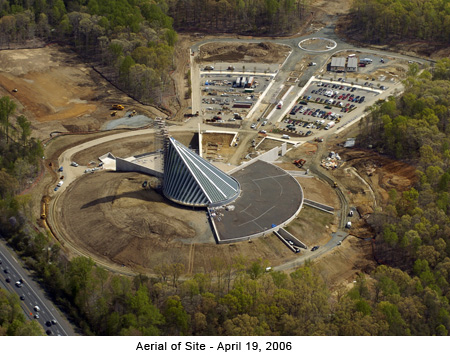
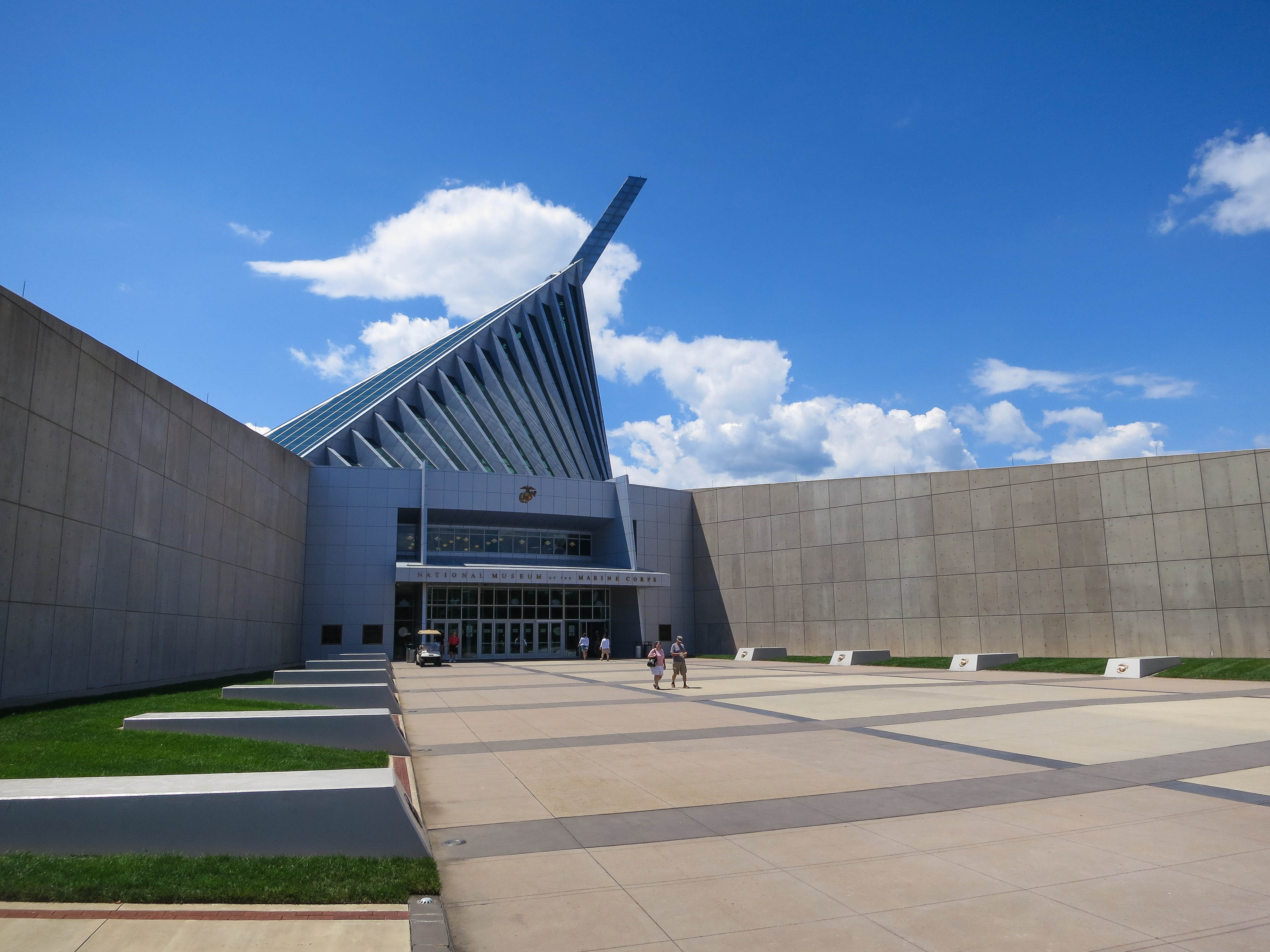
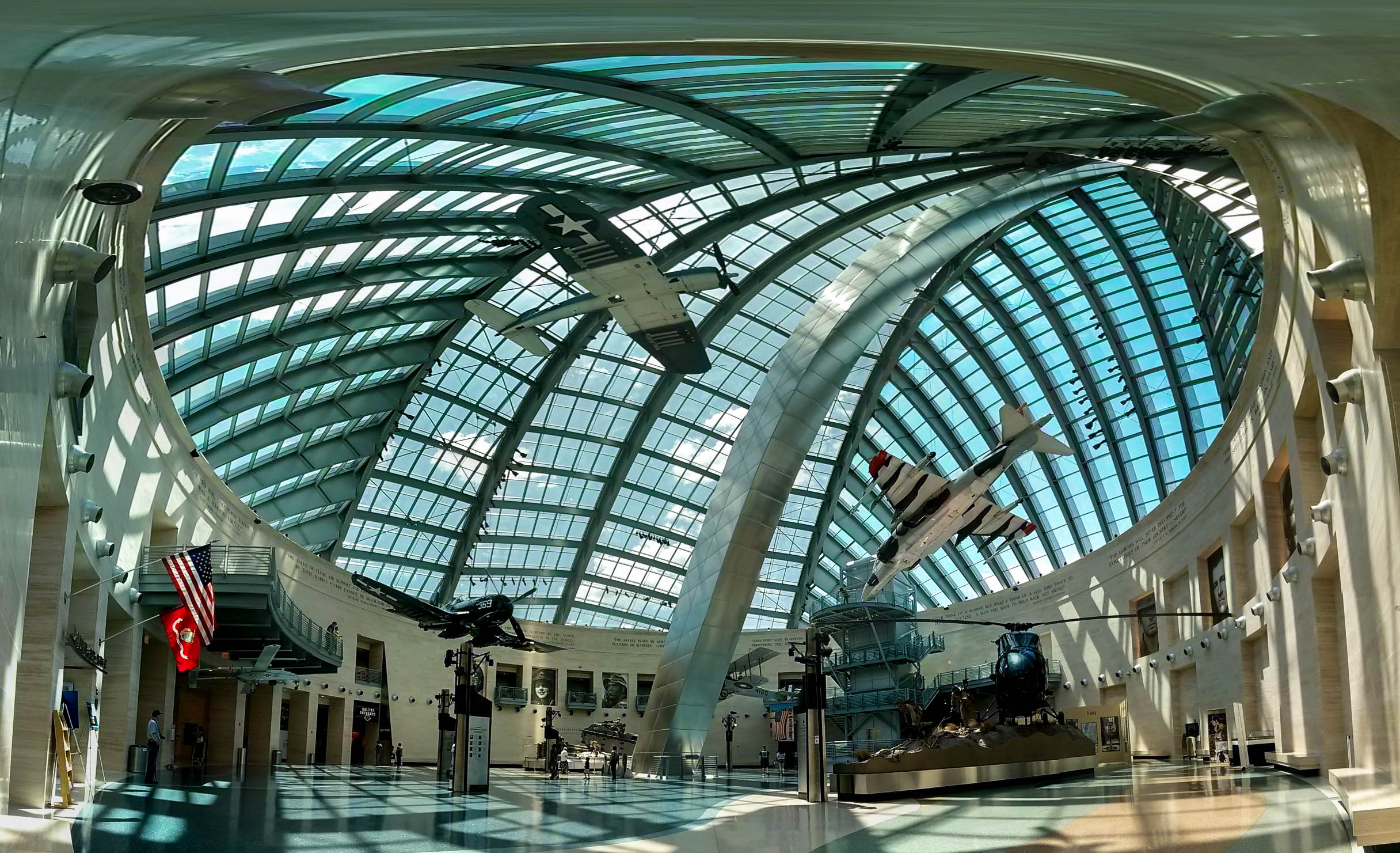
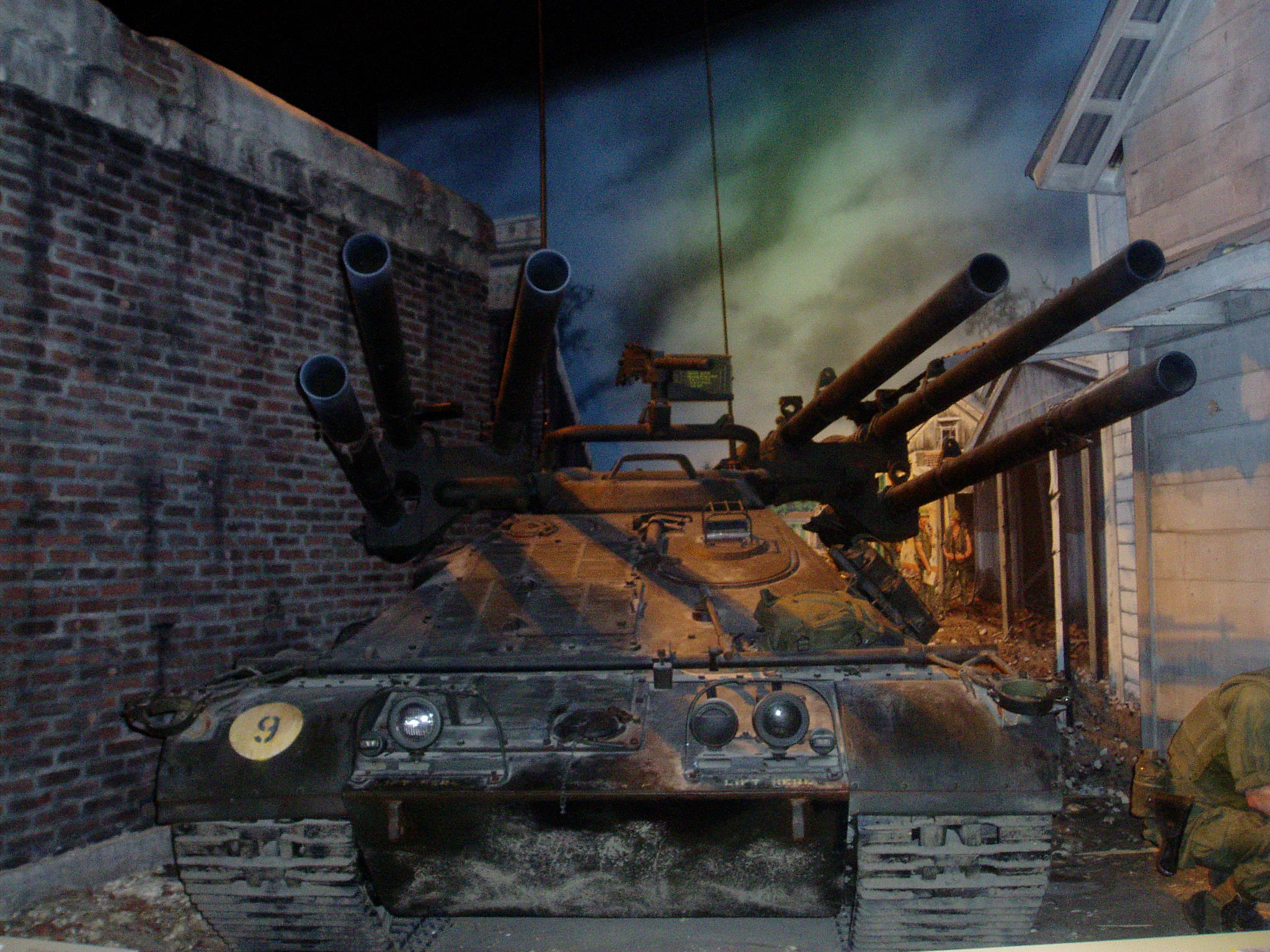
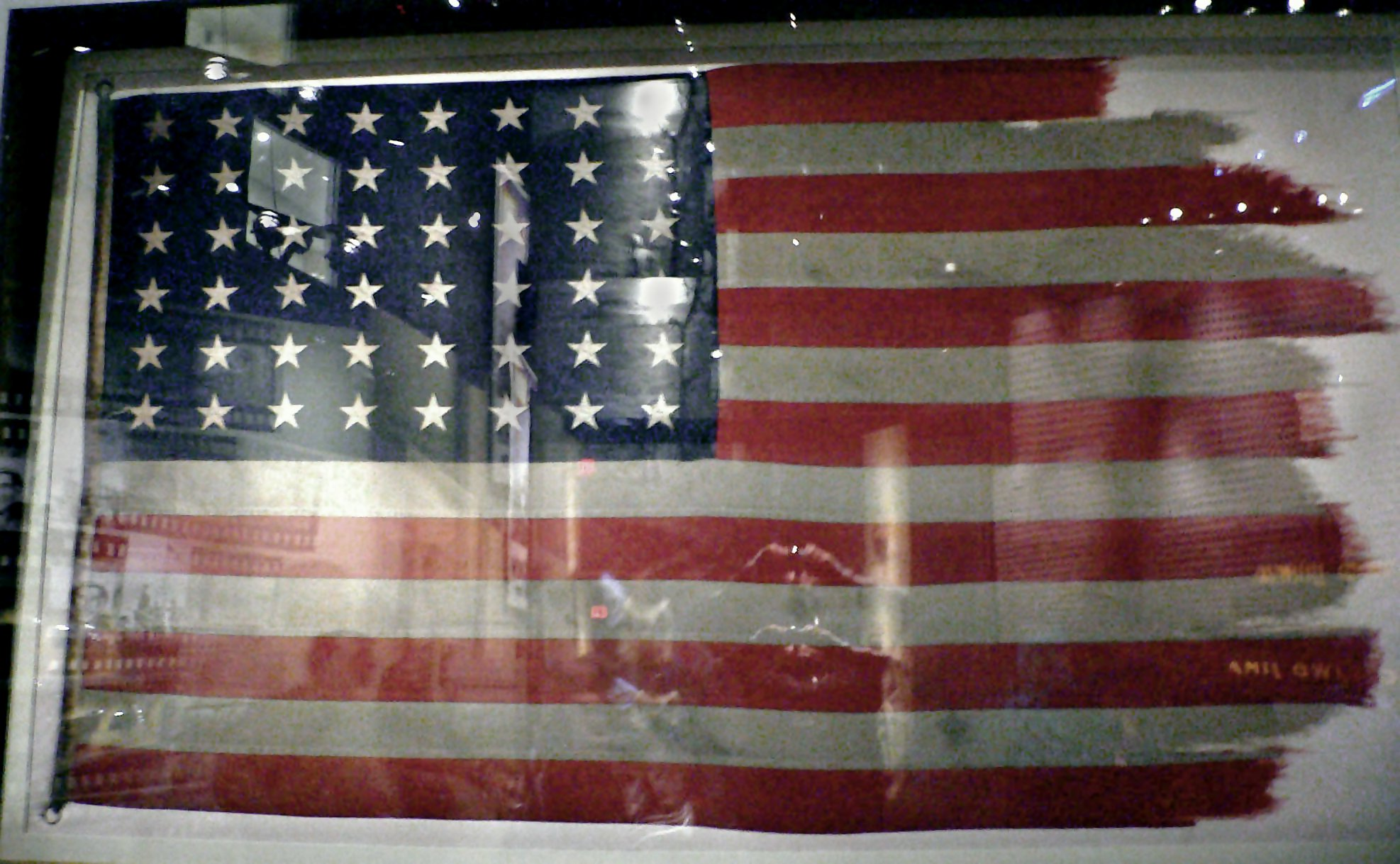